# Mislinja
Mislinja este o localitate din comuna Mislinja, Slovenia, cu o populație de 4.690 de locuitori.